# Austen Smith
Austen Jewell Smith, född 23 juli 2001, är en amerikansk sportskytt.

## Karriär
Vid VM i lerduveskytte 2022 i Osijek tog Smith guld tillsammans med Dania Vizzi och Samantha Simonton i lagtävlingen i skeet. Vid VM 2023 i Baku tog hon guld tillsammans med Dania Vizzi och Samantha Simonton i lagtävlingen i skeet samt guld tillsammans med Vincent Hancock i den mixade lagtävlingen i skeet. Vid panamerikanska spelen 2023 i Santiago tog Smith brons tillsammans med Dustan Taylor i den mixade lagtävlingen i skeet.
Vid olympiska sommarspelen 2024 i Paris tog Smith brons i skeet. Hon tog även silver tillsammans med Vincent Hancock i den mixade lagtävlingen i skeet.